# Gongyang
Gongyang (né le 9 mars 1345 et mort le 17 mai 1394) est le trente-quatrième et dernier roi de la Corée de la dynastie Goryeo. Il a régné de du 15 novembre 1389 au 12 juillet 1394.